# Neoitamus grandis
Neoitamus grandis là một loài ruồi trong họ Asilidae. Neoitamus grandis được Ricardo miêu tả năm 1919.